# Brian Lima
Brian Pala Lima (Apia, 25 de janeiro de 1972) é um ex-jogador samoano de rugby union. Celebrizou-se como ponta e, conforme os anos, passou a jogar como centro.
É famoso como o único jogador presente em cinco Copas do Mundo de Rugby, as cinco primeiras de sua seleção samoana. Nelas, participou das maiores vitórias de Samoa, ambas sobre o País de Gales, em plena Cardiff, nas edições de 1991 (onde foi o jogador mais jovem do torneio) e 1999. Em 2011, Lima foi introduzido no Hall da Fama da International Rugby Board, sendo o primeiro samoano a receber a premiação.
Em seus melhores dias, era reconhecido como um jogador de linha que tinha grande habilidade, força e impacto no tackle, o que lhe renderia o apelido de The Chiropractor ("O Quiroprata"). Além de Samoa, jogou também, em 2004, pelos Pacific Islanders, seleção que reunia também jogadores das vizinhas Tonga e Fiji.
Nas três primeiras Copas, os samoanos avançaram da fase de grupos, mas falharam nas duas últimas. Na de 2007, a última de Lima, ele já estava longe da melhor forma, sofrendo inclusive uma concussão três minutos depois de sair do banco de reservas, contra a futura campeã África do Sul (contra este adversário, realizou seu tackle mais célebre, contra Derek Hougaard). Seu último jogo foi naquele torneio, contra a Inglaterra, a futura vice. Não esteve em campo na vitória de 25-21 sobre os Estados Unidos, a última de Manu Samoa na competição, mas terminou a partida carregado nos ombros dos colegas e aplaudido por todos.
A nível de clubes, passou por sete ligas nacionais diferentes: Marist St. Joseph, em sua Samoa natal; Blues e Highlanders, na Nova Zelândia; Stade Français, na França; Swansea, no País de Gales; Secom, no Japão; Munster, na Irlanda, onde uma lesão o impediu de atuar; e Bristol, na Inglaterra. Atualmente, Lima é dono de uma locadora de carros em Apia.